# Jamapa
Jamapa là một đô thị thuộc bang Veracruz, México. Năm 2005, dân số của đô thị này là 9772 người.